# Cesanese di Olevano Romano frizzante
Il Cesanese di Olevano Romano frizzante o Olevano Romano frizzante è un vino che, fino al 2011, ha usufruito della menzione DOC. Come tale veniva prodotto nei comuni di Olevano Romano ed Affile, in provincia di Roma e nel comune di Piglio in provincia di Frosinone. Dopo il 2011 le eventuali ulteriori produzioni non potranno più fregiarsi di tale riconoscimento.

## Caratteristiche organolettiche
- colore: rosso rubino tendente al granato con l'invecchiamento.
- odore: delicato, caratteristico del vitigno di base.
- sapore: morbido, leggermente amarognolo.

## Produzione
Provincia, stagione, volume in ettolitri
- nessun dato disponibile